# Юин, Эмманюэль
Эмманюэль Юин (фр.  Emmanuelle Huynh, 1963, Шатору, департамент Эндр) — французская танцовщица и хореограф.

## Биография
Отец — выходец из Вьетнама, приехал во Францию в 1952. Мать — француженка, католичка. Эмманюэль училась философии. В 1984—1986 занималась в школе Мориса Бежара Mudra.Танцевала в постановках Эрве Робба и Одиль Дюбок. Начиная с 1992 провела для журнала Nouvelles de Danse серию интервью с Тришей Браун. В 1994 по стипендии Французской академии в Риме поставила во Вьетнаме свой первый балетный спектакль Mùa. В дальнейшем работала с различными артистами, сотрудничала с современными французскими композиторами (Пьер Жодловски и др.). Активно вовлекает в свои постановки представителей других искусств, часто обращается к темам Востока, элементам восточной пластики.
С 2004 руководит Национальным центром современного танца в Анже (в предшествовшие 10 лет им руководили Жоэль Бувье и Режис Обадиа), с 2009 проводит в нем ежегодный международный фестиваль танца Schools. На 2011—2013 приглашенным артистом Центра стала франко-итальянская танцовщица и хореограф Клаудиа Триоцци.

## Постановки
- 1993 : Made of (в соавторстве с Эрве Роббом и Рашидом Урамданом)
- 1994 : Mùa (на музыку Каспера Тёплица)
- 1997 : Passage
- 1998 : Tout contre (с участием Димитрия Шамбла)
- 2000 : Distribution en cours
- 2001 : Bord, tentative pour corps, texte et tables
- 2002 : Laboratoire instantané Hourivari
- 2003 : A vida enorme/épisode 1 (на стихи португальского поэта Эрберту Элдера)
- 2005 : Heroes
- 2006 : Solo Adaptations (of Deborah Hay’s Room)
- 2007 : Le Grand Dehors (на музыку Пьера Жодловски)
- 2008 : Futago (с участием Косеи Сакамото)
- 2009 : Cribles, légende chorégraphique pour 1 000 danseurs (на музыку Ксенакиса)
- 2009 : Shinbaï, le vol de l'âme (с участием мастерицы икебаны Сейхо Окудайра)
- 2011 : Cribles/Live
- 2011: Spiel (с участием Акиры Касаи)